# Ормана
„Ормана“ е защитена местност в България, намираща в землището на Ямбол.
Местността е получила своето название още през годините на османското владичество (в превод означава гора).
Разположена е на площ 7505 дка. В нея има редки видове местни растения и местен дребен дивеч. Има изградено стопанство за развъждане при изкуствени условия на колхидски фазан. През 1901 г. Фердинанд дошъл в Ямбол на лов за фазани в „Ормана“. Красивата местност толкова го пленила, че той си я пожелал. В общината обяснили на княза, че от „Ормана“ Ямбол се снабдява с дърва за отопление и това е по-важно за града, отколкото желанието на княза да го превърне в ловна резиденция. Местността е любимо място за отдих на ямболци в техните почивни дни.
Лонгозната гора „Ормана“ притежава редки видове местни растения и местен дребен дивеч, разнообразна флора и фауна – блатно кокиче, мразовец и колхидски фазан.
В местността има и конна база, както и два големи рибарника – на Ямбол и на с. Кабиле, както и 10 езера, от които най-големи са Голямото Орманско езеро с площ 210 – 240 дка, езерото Гъ́рлата (165 дка), Горното Орманско езеро (61 дка), което е източно от Гъ́рлата, Кабилското езеро /ез. Кабиле/ (59-60 дка), Долното Орманско езеро, което е свързано с Голямото езеро чрез тесен канал, Източното Орманско езеро (до военната база), ез. Амбарица (най-южното от езерата, близо до гребните канали), ез. Сакарела, езерото южно от с. Завой (най-северното от езерата) и Малкото Орманско езеро.